# الاتحاد المصري للسيارات والدراجات النارية
الاتحاد المصري للدراجات النارية سمي عند إشهاره عام 2005 بالاتحاد المصري للدراجات النارية والكارتنج. وقد ترأس أول مجلس إدارة له إبراهيم فريد ومدير الإتحاد د. مختار سعيد وقد ساهم الاتحاد في تأسيس الاتحاد العربي للدراجات النارية وفي تنظيم أول بطولة عربية للدراجات النارية انتظمت بمصر في شهر مايو 2009.